# Аристотелічний неотомізм
Аристотелічний неотомізм – напрям в томістичній філософії, північноамериканський філософський напрям, акцентування уваги саме на філософії природи з метою водночас зробити внесок у сучасну науку і створити підґрунтя для подальшої метафізики. Представники аристотелічного неотомізму були переважно священнослужителями. Напрям має
яскраве антисцієнтичне та креаціоністське забарвлення. Орієнтований на тлумачення Аквіната через Аристотеля. Напрям впливає на навколонаукові дискусії, зокрема стосовно методології та етичних аспектів наукової діяльності.